# (10930) Jinyong
(10930) Jinyong (1998 CR2) – planetoida z pasa głównego asteroid okrążająca Słońce w ciągu 5,34 lat w średniej odległości 3,05 j.a. Odkryta 6 lutego 1998 roku.